# Cinema Digital Sound
Cinema Digital Sound (CDS) ist ein 1990 von Kodak und der Optical Radiation Corporation eingeführtes digitales Tonaufnahmesystem. CDS ist das erste Tonaufnahmesystem, bei dem alle Stadien der Tonaufnahme und -wiedergabe digitalisiert sind.
CDS verfügt, wie später Dolby Digital über sechs getrennte Tonkanäle nach dem 5.1-Schema sowie zwei Kontrollspuren; fünf Tonspuren waren dabei unabhängig voneinander (Links, Mitte, Rechts, Surround links, Surround rechts), der sechste (Bass-)Kanal war frequenzbeschränkt. Für die Kompression wird Delta Modulation verwendet.
CDS-Ton konnte nur in entsprechend ausgerüsteten Kinos abgespielt werden; das Verfahren wird heute nicht mehr verwendet. Zwei Punkte waren maßgeblich für das Scheitern des Systems verantwortlich: CDS nimmt auf dem Film den Platz des analogen Lichttons ein, alle anderen Verfahren belassen die analoge Tonspur auf dem Film. Dadurch hatte man eine Rückfallebene, falls die Digitaltechnik streikte. Außerdem hätte es Probleme gegeben, wenn an ein Kino, was nur analoge Tontechnik oder eines der anderen Digitalsysteme verwendete, eine CDS-Kopie geschickt worden wäre.
Heute aktuelle digitale Tonverfahren im Kino sind Dolby Digital (ab 1992), DTS (ab 1993) und SDDS (ab 1993).

## Filme mit CDS
- Tage des Donners (1990) – auf 70-mm-Film
- Dick Tracy (1990) – auf 70-mm-Film
- The Doors (1991)
- Edward mit den Scherenhänden (1990)
- Flug ins Dunkel (1991)
- Flatliners (1990)
- Tage des Ruhms, Tage der Liebe (1991)
- Hudson Hawk (1991)
- Terminator 2 – Tag der Abrechnung (1991)
- Universal Soldier (1992)